# مغرس
مُغَرَّس هي بلدية تقع في مقاطعة شلمنقة في قشتالة وليون في إسبانيا. بلغ عدد سكانها عام 2016 ما يقارب 309 نسمات. 